# Carl David af Wirsén
Carl David af Wirsén (9 de diciembre de 1842 - 12 de junio de 1912) fue un poeta sueco, crítico literario y secretario permanente de la Academia Sueca 1884-1912. 

## Carrera
Wirsén nació en Vallentuna, Uppland, hijo de Karl Ture af Wirsén y Eleonore von Schulzenheim.
También fue durante varios años, en compañía del historiador Hans Forssell, editor de la Revista Literaria Sueca.
En 1870, se convirtió en profesor de sueco y latín en la Katedralskolan de Uppsala. En 1876 se trasladó a Gotemburgo, donde dio clases y se encargó de la biblioteca y las colecciones de arte del museo.
En 1879 sucedió a Carl Wilhelm Böttiger en el sillón 8 de la Academia Sueca, y se trasladó al año siguiente a Estocolmo, donde se convirtió en crítico literario de la revista Post- och Inrikes Tidningar, y en 1886 también de la revista Vårt Land.
En noviembre de 1884 fue nombrado secretario permanente de la Academia Sueca. Una de sus tareas era dirigir el trabajo de "fijación de la ortografía" y el diccionario de la Academia. El primer trabajo dio lugar a Svenska Akademiens ordlista (El diccionario de la Academia Sueca), en el que la ortografía moderna estaba representada, a pesar de la oposición de af Wirséns. Junto con Theodor Wisén y Esaias Tegnér Jr., intentó obstaculizar la publicación.
En diciembre de 1883, fue nombrado miembro del comité del Libro de himnos de la Iglesia de Suecia, que tenía la tarea de "preparar, con discreción, una nueva propuesta de himnario". El resultado fue la edición de 1889. Fue nombrado miembro de la Real Academia Sueca de Ciencias en 1905.

## Poesía
Wirsén debutó como poeta bajo la firma Kuno, primero en el calendario estudiantil Isblomman (1861) y en la primera publicación del Namnlösa sällskapet Sånger och berättelser af nio signaturer ("Canciones y cuentos por nueve firmas", 1863). Después, duró hasta el memorial de luto en Uppsala en 1872 tras la muerte del rey Carlos XV de Suecia, para el que escribió Sång till minne af konung Carl XV ("Canción conmemorativa del rey Carlos XV"). Después de varios poemas románticos en el mensual Nu, publicó su primera colección Dikter (poemas) en 1876. Le siguieron otros poemarios. Su fe cristiana se expresó de varias maneras en sus obras, incluyendo himnos y poemas espirituales, de los cuales el más conocido es probablemente el himno de verano En vänlig grönskas rika dräkt.

## Crítica
Las opiniones conservadoras de af Wirsen y la abundante publicación de sus críticas literarias le hicieron conocido, pero también provocaron la oposición, a veces con palabras duras, de sus adversarios, que representaban nuevas ideas con la reforma ortográfica y un estilo más libre. Según su opinión, "la tarea de la poesía es descubrir el contenido absoluto, supersensual, que es el fundamento de los fenómenos del mundo material. La vocación del poeta es un sacerdocio de la luz, debe revelar en la poesía un mundo superior de pureza y paz..."
Como crítico, Wirsén encontró audiencia entre muchos hombres cultos, pero no mucha conexión con la joven literatura, y se  hizo famoso por sus numerosas críticas negativas de August Strindberg, Verner von Heidenstam, Selma Lagerlöf, Henrik Ibsen y muchos otros. Su posición central como secretario permanente de la Academia Sueca -la institución que empezó a conceder el premio Nobel de literatura en 1901- también le dio una influencia considerable en la elección del laureado en los primeros años; por ejemplo, durante mucho tiempo pudo excluir a Selma Lagerlöf del premio, al persuadir año tras año a la mayoría de los miembros de la Academia para que votaran por candidatos alternativos, a menudo propuestos por él mismo.

## Obras seleccionadas

### Poesía
- Dikter (Poemas), primera colección (1876)
- Nya dikter (Nuevos poemas), segunda colección (1880)
- Sånger och bilder (Canciones e imágenes) (1884)
- Vintergrönt (Verde invierno) (1890)
- Toner och sägner (1893)
- Bajo helechos y cipreses (1896), con poemas como Spinoza,Septemberdag vid Bellmans byst
- Canciones, romances y baladas (1899)

### Biografías de la literatura histórica
- Discurso de ingreso en la Academia Sueca sobre (su predecesor) C.W. Böttiger (1880)
- Conmemoración del Conde Johan Gabriel Oxenstierna, Mariscal del Reino (1885)
- Monumento al obispo Dr. Frans Michael Franzén (1886)
- Memoria del poeta Karl August Nicander (1886)
- Monumento al barón Bernhard von Beskow (1897)
- Memorial al profesor A.J. Ångström (1875)

### Himnos
- El rico traje de un verde amable (1986) escrito en 1889
- Ahí va un cordero silencioso y resistente (1921)
- Es tan tranquilo, luchó (Canciones e himnos 1951) escrito en 1889.
- El Señor está presente (Canto de la Iglesia 1928 nº 25 b.)
- En el libro de la vida, oh Padre, escribe (1921)
- Ahora la fundación segura ganó (1921)
- Ahora el día ha llegado a su fin (1986)

### Libros de himnos
- Spiritual Songs (1898), obras recopiladas.
- De Belén al Calvario (1882), canciones espirituales
- En Navidad (1887), los himnos
- En la primavera de la vida (1888)
- Fiestas y festividades cristianas (1889), canciones e himnos

### Varios
- Estudios sobre las reformas en la literatura francesa de los siglos XVI y XIX (1868)
- Publicó y escribió una introducción biográfica a los "Poemas seleccionados" de E. Björck (1869)
- Introducción a "Nachlemnade skrifter" (1871) de D. Klockhoff.
- Prólogo al Espectacular de la Sociedad en ayuda de la Colección Etnográfica Escandinava (1879)
- En el bicentenario del nacimiento de Calderón (1881)
- Canción sobre Esaias Tegnér (1882)
- Rafael (1883)
- Canción en las celebraciones del centenario de la Academia Sueca (1886)
- Claes Livijn, una contribución independiente a la investigación sobre la Nueva Escuela.